# Ajedrez a la ciega

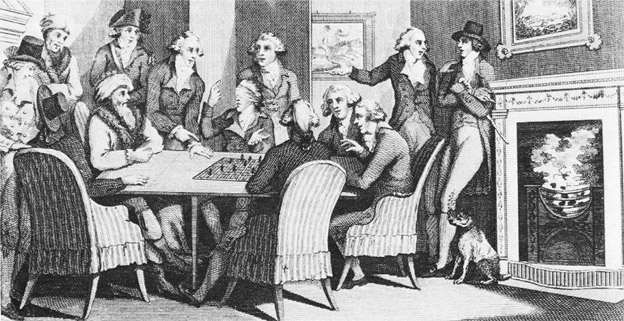
Philidor jugando ajedrez con los ojos vendados.

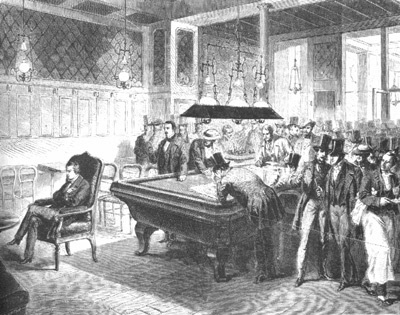
Paul Morphy jugando al ajedrez a ciegas.

El ajedrez a la ciega, también denominado ajedrez a ciegas, es una variedad del ajedrez clásico que se practica sin ver el tablero, por lo que cada jugador debe abstraer tanto su posición como la de su rival. Las jugadas se comunican verbalmente mediante notación algebraica por ejemplo, o bien utilizando un ordenador.
El primer caso registrado del juego "a ciegas", según un manuscrito del Museo Británico, ocurrió por el año 970, cuando un viajero griego llamado Joseph Techelebi, sorprendía a los ajedrecistas con una increíble habilidad para jugar, y triunfar, sin ver el tablero de ajedrez. Techelebi, según cuentan, estuvo en Italia, Persia y en varias regiones del Este, extendiéndose su reputación por varios países.
Según los tratadistas árabes, otro jugador de esta modalidad fue Said Ben Yugair Al Kufi (siglo IX), fallecido en el 820 d. C.
Máximo Borrell cita como primer practicante de la modalidad de partidas simultáneas a la ciega a un jugador llamado Bizzeca, que condujo tres partidas a la vez en Florencia en 1266.
En 1783, el gran jugador francés André Danican Philidor demostró su habilidad para jugar hasta tres juegos con los ojos vendados simultáneamente con gran éxito, con periódicos destacando su logro, habiéndose enseñado a sí mismo a visualizar el tablero mientras estaba en la cama por la noche cuando tenía problemas para dormir. Paul Morphy celebró en 1858 una exposición con los ojos vendados contra los ocho jugadores más fuertes de París con el sorprendente resultado de seis victorias y dos empates.
En 1924 en el Hotel Alamac de Nueva York, Alexander Alekhine jugó 26 juegos simultáneos con los ojos vendados contra oponentes muy fuertes (Isaac Kashdan y Hermann Steiner entre ellos), con un puntaje de 16 victorias, 5 derrotas y 5 empates.
Desde 1992 hasta 2011, el Torneo Melody Amber reunió en Mónaco a los mejores jugadores del mundo que se enfrentaban en duelos singulares que consistían en una partida rápida y una partida a la ciega. En este torneo, los jugadores tenían una pantalla de ordenador delante donde se mostraba un tablero vacío, sin piezas, y realizaban su jugada mediante el ratón del ordenador indicando la casilla de origen y la de destino de la pieza a mover.